# Ramon Porter Talens
Ramon Porter Talens (Barcelona, 1961) és un pianista, compositor i docent català. Des del 2017 és el director del Conservatori Superior de Música de les Illes Balears.
Cursà els estudis de piano amb Joan Massià Carbonell i posteriorment treballà amb Sofia Puche i Eulàlia Solé. Paral·lelament estudià orquestració i composició amb Josep Soler. Ha treballat com a professor a diversos conservatoris, entre els anys 1986 i 1992 al conservatori de Santa Coloma de Gramenet, entre 1987 i 1988 al de Manresa, entre el 1992 i el 2002 al Conservatori Municipal de Música de Barcelona i des de l'any 2003 al Conservatori Superior, del qual ha estat cap d'estudis durant un total de cinc anys.
Ha participat en festivals de música contemporània a Barcelona, a Palma (Encontre Internacional de Compositors), així com en altres punts de la Península i l'estranger, en països com Itàlia, Eslovènia, Alemanya o Argentina. Les seves obres han estat premiades en diversos concursos de composició, destacant el convocat per "Musician's Accord", a partir del qual el 1985 es presentà la seva obra Trio per a clarinet, fagot i piano al Carnegie Hall de Nova York. Les seves obres han estat interpretades i radiades tant a l'Estat Espanyol com a l'estranger. Com a pianista, periòdicament, ha participat en concerts, sigui amb formacions de cambra o com a solista. Com a pianista, ha col·laborat amb l'Associació Catalana de Compositors, amb l'Orquestra del Teatre Lliure i amb el grup instrumental "Barcelona 216", del qual va ser cofundador, participant en els festivals de música contemporània més importants d'Espanya. Ha gravat per a TV3 i també per a Catalunya Ràdio.
L'octubre del 2017 la Conselleria d'Educació i Cultura del Govern de les Illes Balears el nomenà nou director del Conservatori Superior de Música de les Illes Balears, substituint a l'anterior director, Albert Díaz.